# Österreichische Geodätische Kommission
Die Österreichische Geodätische Kommission (ÖGK), bis in die 1990er Jahre Österreichische Kommission für die internationale Erdmessung (ÖKIE), ist eine Fachkommission für Höhere Geodäsie und benachbarte Geowissenschaften in Wien.
Seit etwa 2000 fungiert sie auch als Österreichisches Nationalkomitee (ÖNK) für die Internationale Union für Geodäsie und Geophysik.

## Tätigkeitsfeld
Das Tätigkeitsfeld der Kommission war vor allem eine wissenschaftlich fundierte Landesvermessung, die Bestimmung des bestanschließenden Ellipsoids und der theoretischen Erdfigur (siehe auch Geoidbestimmung), die Weiterentwicklung der mathematischen Kartografie und der Ausgleichsrechnung, Fragen der Erdrotation, Polbewegung und der Geodynamik, sowie relevante Querverbindungen zur Geophysik und Astronomie.

## Geschichte
Die Gründung der Österreichischen Kommission für die internationale Erdmessung (ÖKIE) erfolgte 1863 unter der Bezeichnung Gradmessungskommission. Sie war weltweit die erste Fachkommission eines Staates für die Höhere Geodäsie.
Ihre Gründung fiel in eine Zeit, in der sich die Geodäsie von der bis dahin die „Geo-Metrie“ (Erdmessung) dominierenden Astronomie zunehmend abnabelte und die rein geometrischen bis intuitiven Methoden der Geowissenschaften um streng physikalische Analysen des Erdschwerefeldes bereicherte.
Dennoch sind unter den Vorsitzenden der ÖKIE einige Astronomen (sowie auch Geophysiker) zu finden. Die Kommission war – zusammen mit deutschen Geodäten der Initiator zur Gründung der „Internationalen Erdmessung“, die bereits kurz nach der Publikation des berühmten Bessel-Ellipsoids nach Wegen suchte, um aus den inzwischen alle Kontinente überdeckenden Vermessungsnetzen nicht nur ein für Eurasien passendes Ellipsoid abzuleiten, sondern auch ein über den ganzen Globus gemitteltes „Erdellipsoid“.
Aufgrund einer weltweiten Datensammlung, zu der Österreich-Ungarn entscheidend beitrug, gelang dies 1906 erstmals F. R. Helmert in Berlin, doch setzte sich dieses Erdellipsoid gegen das 1908 in den USA bestimmte Hayford-Ellipsoid nicht durch. 1965 ergab die Satellitengeodäsie, dass es um 220 m zu groß sei. Die an Mitteleuropa besser angepassten Ellipsoiddimensionen wurden hingegen für den damals genauesten Meridianbogen der Welt, die rund 500 km lange Geotraverse Großenhain-Kremsmünster-Pola als Bezugssystem verwendet.
Das langfristig wesentlichste Projekt der österreichischen und deutschen Erdmessung war der beginnende Zusammenschluss der Landesvermessungen Mitteleuropas, der angesichts vieler tausend gemeinsam zu berechnender trigonometrischer Punkte und zweier Weltkriege allerdings erst 1950 zur ersten Version eines „Europanetzes“ führte. Ebenfalls eine Weltpremiere war das ganz Österreich überdeckende Geoid von 1951/53, das Josef Litschauer in langjähriger Arbeit berechnete. Die dafür und fürs Europanetz grundlegenden Vermessungs- und Schwerefelddaten entstammen großteils dem Zeitraum 1870–1915, als das Militärgeographische Institut (MGI) des damaligen 50-Millionen-Staates auf viele Spitzenkräfte und ein großes Budget zurückgreifen konnte. Während der deutschen Besetzung 1938–1945 war die ÖKIE aufgelöst.
Um die Jahrhundertwende und seit Ende des Zweiten Weltkriegs setzte sich die Kommission durchschnittlich aus etwa 20 Mitgliedern zusammen: 7–10 Professoren der geodätischen Institute, Ziviltechniker, Vertreter der Geophysik, der Astronomie und der Akademie, sowie 2–3 leitende Beamte des Bundesvermessungsdienstes (heute Bundesamt für Eich- und Vermessungswesen).
Präsident war meist ein Geodät, doch einige kamen auch aus den Nachbardisziplinen. Zu ihrer Einhundertjahrfeier 1963 veranstaltete die ÖKIE gemeinsam mit der IAG ein einwöchiges internationales Symposium in der Wiener Hofburg, an dem 500 Wissenschafter teilnahmen.
Zu ihrer Einhundertjahrfeier publizierte die ÖKIE neben den üblichen Tagungsberichten auch ihr 24. Sonderheft der ÖZV, dessen Hauptinhalt der Stand der wissenschaftlichen Erdmessung aus der Sicht Karl Lederstegers war. Er nannte seinen 95 Seiten langen Beitrag „Die Neubegründung der Theorie der sphäroidischen Gleichgewichtsfiguren und das Normalsphäroid der Erde“. Die damals zutage tretenden Diskrepanzen zwischen den Methoden der geometrischen und der physikalischen Satellitengeodäsie wurden 20–25 Jahre später mit der ersten altimetrischen Geoidbestimmung und dem Global Positioning System aufgeklärt.

## Satellitennetz und Geoid
Diese raumgestützten Techniken und die zugehörigen Theorien, zu denen der spätere ÖKIE-Präsident Helmut Moritz (Technische Universität Graz) wesentlich beitrug, brachten die gesamte Geodäsie auf die von Ledersteger 1964 vorgezeichnete „internationale Spur“. 1973/74 wurde das Weltnetz der Satellitentriangulation fertiggestellt, zu dem das kleine Österreich (0,1 % der Weltbevölkerung) etwa 1 % der Messungen beisteuerte, unter anderem in der transeuropäischen Geotraverse Tromsø-Hohenpeißenberg-Catania. Um 1980 entwickelten Mitglieder der ÖKIE unter Führung von Hans Sünkel die Methode der geodätischen Kollokation, die weltweit die Geoidbestimmung revolutionierte. 1982/83 war die Kommission unter der Leitung Karl Rinners abermals für eine Weltneuheit gut: erstmals erreichte ein Astrogeoid eine mittlere Genauigkeit von ±5 cm (State of the art war bisher in den westlichen Industriestaaten ±10–15 cm).
Diese präzise Schwerefeldbestimmung beruht auf einem Netz von 700 Lotabweichungen, die auch im Hochgebirge nur 10–15 km auseinander liegen; die Mitarbeiter mehrerer Hochschulinstitute und das BEV führten dafür Messkampagnen mit dem Ni2-Astrolab und anderen Instrumenten durch, die 4–6 Jahre dauerten. Die meisten Messungen stammten von G. Gerstbach, K. Bretterbauer und T. Matausch (TU Wien), von E. Erker (BEV), G. Chesi und H. Lichtenegger (TU Graz) sowie von Mitarbeitern der Universität Innsbruck. Als sich die resultierende Geoidlösung wirklich auf 5–6 cm genau erwies, gab der führende deutsche Geodät Wolfgang Torge (Hannover) die Devise aus, in den nächsten 25 Jahren ein „Zentimeter-Geoid“ für Mitteleuropa anzustreben. Es ist bis dato aber erst in den deutschsprachigen Ländern annähernd erreicht.
Diese international gewürdigten Erfolge brachten dem damaligen ÖKIE-Präsidenten K. Rinner auf einem IAG-Kongress die Bezeichnung Universalgelehrter der Geowissenschaften ein. In Erinnerung daran ließ es Rinner zu, dass die 1983 erschienene Festschrift zu seinem 70. Geburtstag den Titel Geodaesia Universalis erhielt. Sie vereinigte auf 400 Seiten insgesamt 40 wissenschaftliche Beiträge internationaler Kapazitäten.

## Global Positioning System
Diese fach- und länderübergreifenden Entwicklungen wurden ab etwa 1990 durch das Faktum gekrönt, dass die GPS-Technik in kurzer Zeit nicht nur lokal Zentimeter-Genauigkeiten erreichte, sondern auch global in diesen Bereich eindrang. Noch beim Hamburger Kongress der International Association of Geodesy 1983 war heftig diskutiert worden, ob das neue, von H. Moritz propagierte GRS-Weltellipsoid (große Achse a = 6.378.137,0 Meter) um 50 cm zu groß oder zu klein sei. An die so rasche Entwicklung der Satellitengeodäsie glaubte damals fast niemand.
In den 1990er Jahren erhielt die ÖKIE die heutige Bezeichnung – in Anlehnung an die Deutsche Geodätische Kommission, mit der seit jeher ein intensiver Austausch bestand. Gleichzeitig intensivierte die ÖKIE die Fachkontakte zur Geophysik, was eine logische Folge der endgültigen Anerkennung der Plattentektonik und der geophysikalischen Implikationen im Schwerefeld war. Sie schloss sich schließlich mit der Geophysik zum Nationalkomitee für Geodäsie und Geophysik zusammen, um der ebenfalls interdisziplinären Ausrichtung der internationalen Union für Geodäsie und Geophysik Rechnung zu tragen.
Ebenfalls in den 1990ern setzte sich die nunmehrige ÖGK ein anspruchsvolles Ziel: die nächste österreichische Geoidbestimmung sollte unter dem Namen Austrian Geoid 2002 den Genauigkeitsbereich von 2 cm erreichen und damit der Torge'schen Vision von 1983 nahekommen. An der TU Graz begann eine Gruppe unter Hans Sünkel und N. Kühtreiber an einer Kombinationslösung von Astrogeoid und Gravimetrie zu arbeiten, für die noch mehrere Datenlücken in der Steiermark sowie an einigen Grenzen zum früheren Ostblock und im Westen Österreichs zu schließen waren.
Einige der für dieses Projekt vorgeschlagenen Messkampagnen fielen budgetären Kürzungen zum Opfer, sodass die Genauigkeit um ein Drittel geringer ausfiel als erhofft. Es gelang, die Geoidlösungen von Slowenien und Teilen Ungarns und Kroatiens anzufeldern, sodass nun der zentrale Teil der ehemaligen Monarchie ein 3 cm genaues Geoid besitzt.
Die Schweiz hatte sich inzwischen am Beispiel Österreichs orientiert und ihr Lotabweichungsnetz sogar auf ein 10-km-Raster verdichtet. Das nunmehrige 2-cm-Geoid erlaubt die weitgehende Nutzung von GPS auch für eine ökonomische Höhenbestimmung im Gebirge. In Österreich wird stattdessen ein alternativer Weg mittels geologischer Daten überlegt: ist die Gesteinsdichte der Berge genau genug bekannt und in eine Datenbank eingeführt, dann kann man die oft irregulär verlaufende Lotabweichung zwischen den astronomischen Messpunkten um etwa 30–50 % genauer integrieren. Wie eine solche geodätisch-geologische Kooperation aussehen könnte, wurde erstmals auf den GeoLIS-Tagungen diskutiert, ist aber bis dato noch offen.
Als künftige Projekte der österreichischen Erdmessung zeichnen sich ab: eine weitere Verdichtung des GPS-Grundnetzes, die o.e. 3D-Datenbank geologischer Dichtewerte (die Slowakei verfolgt ein ähnliches Ziel), und die Nutzung der GIS-Technologie für interdisziplinär-geowissenschaftliche Themen.

## Karl-Rinner-Preis
Für internationalen Präsentationen und Publikationen junger österreichischer Wissenschaftler verleiht die Österreichische Geodätische Kommission den Karl-Rinner-Preis, benannt nach dem Geodäsieprofessor Karl Rinner.
Preisträger waren bisher:
- 2003 – Franz Rottensteiner
- 2004 – Johannes Böhm (Geodät)
- 2005 – Andreas Wieser
- 2006 – Alexander Reiterer
- 2007 – Paulo Jorge Mendes Cerveira
- 2008 – Helmut Woschitz
- 2010 – Tobias Nilsson
- 2011 – Elmar Wasle
- 2013 – Hana Krásná
- 2014 – Andreas Roncat
- 2015 – Philipp Berglez
- 2016 – Michael Schindelegger
- 2017 – Matthias Ehrhart
- 2018 – Andreas Hellerschmied
- 2019 – Silvia Klettner
- 2020 – Corinna Harmening